# Municipalité de San Quintín
San Quintín est une municipalité mexicaine de l'État de Basse-Californie dont le siège est la ville de San Quintín.

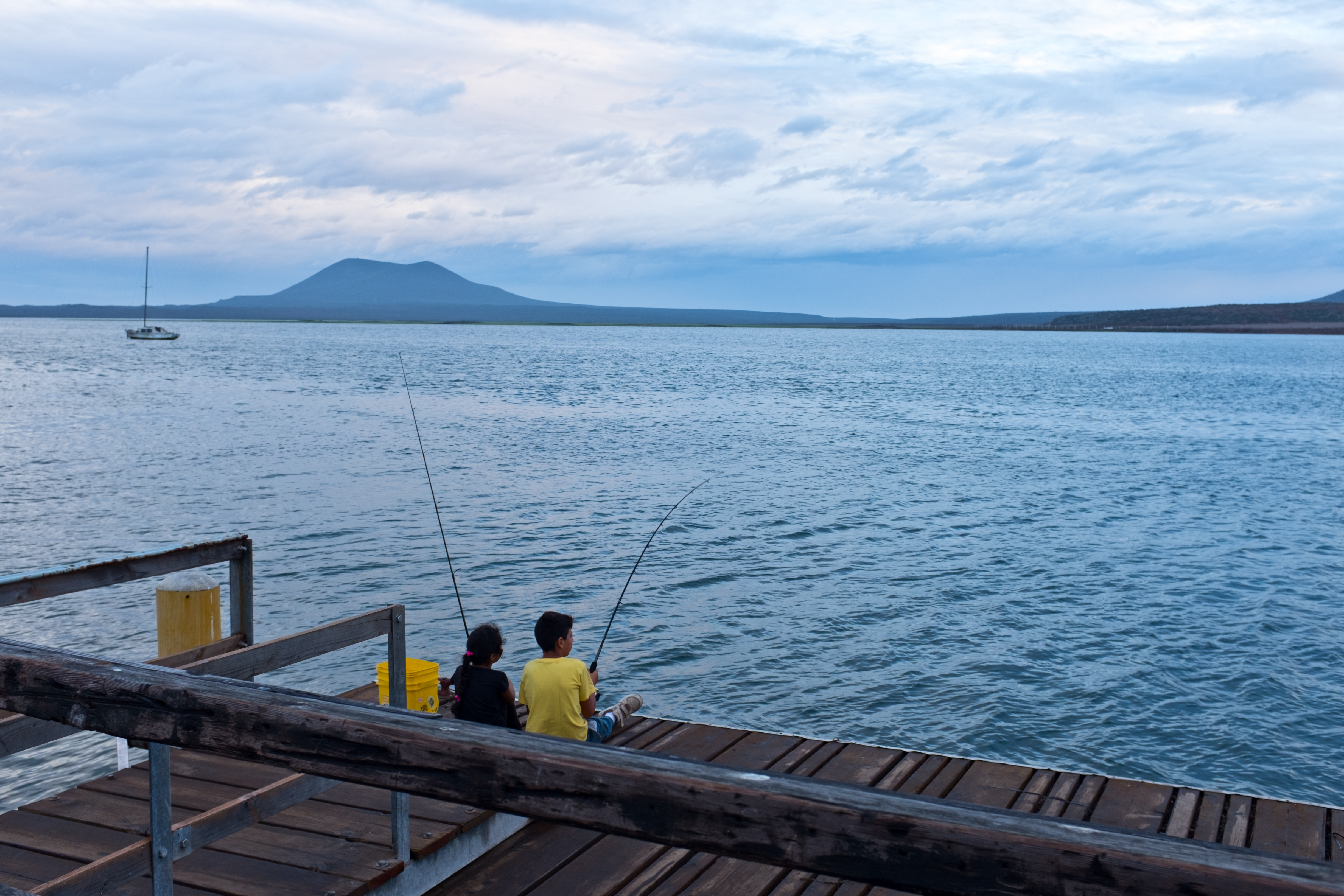

## Géographie

### Situation
La municipalité s'étend sur 35 191,9 km2 (dont 32 883,93 km2 sur le continent) dans le centre et le sud de l'État de Basse-Californie et comprend l'île Cedros. Elle est bordée par l'océan Pacifique à l'ouest et par le golfe de Californie à l'est. Elle est limitrophe de la municipalité d'Ensenada au nord, de celle de San Felipe au nord-est et de celle de Mulegé au sud, en Basse-Californie du Sud.

### Subdivisions

Les délégations de la municipalité.

Elle comprend neuf délégations.
1. Camalú
2. Vicente Guerrero
3. San Quintín
4. El Rosario
5. El Mármol
6. Punta Pietra
7. Bahía de los Ángeles
8. Villa Jesús María
9. Cedros

## Histoire
La municipalité est créée le 12 février 2020 par un décret du Congrès de Basse-Californie entré en vigueur le 27 février, par détachement d'environ 63 % du territoire de la municipalité d'Ensenada.

## Politique et administration
Un conseil municipal fondateur de cinq membres et cinq suppléants nommés par le Congrès de l'État a pour mission d'administrer la municipalité jusqu'aux premières élections prévues en 2024. 